# Djupetjärnet (Håbols socken, Dalsland)
Djupetjärnet är en sjö i Dals-Eds kommun i Dalsland och ingår i Göta älvs huvudavrinningsområde.